# Terra Rica
Terra Rica è un comune del Brasile nello Stato del Paraná, parte della mesoregione del Noroeste Paranaense e della microregione di Paranavaí. Si trova 556 km a nord-ovest della capitale dello Stato Curitiba.